# Quebec WCT 1971
Il Quebec WCT 1971 è stato un torneo di tennis. È stata la 1ª edizione del torneo, che fa parte del World Championship Tennis 1971. Il torneo si è giocato a Quebec in Canada dal 26 luglio al 1º agosto 1971.

## Campioni

### Singolare maschile
Tom Okker ha battuto in finale  Rod Laver con il punteggio di 6–3, 7–6, 6–7, 6–4

### Doppio maschile
Roy Emerson /  Rod Laver hanno battuto in finale  Tom Okker /  Marty Riessen con il punteggio di 7–6, 6–2